# Casimir Théophile Lalliet
Casimir Théophile Lalliet, né à Évreux le 5 décembre 1837 et mort en 4 mai 1892 , est un hautboïste et compositeur français.
Reçu au Conservatoire de Paris, dans la classe de hautbois de Verroust, en 1858, Lalliet y fit de rapides progrès. Admis au concours dès l’année suivante, il remporta le second prix, et se vit décerner le premier en 1860.
Lalliet se fit bientôt remarquer comme virtuose, dans les concerts, par sa qualité de son, son style pur et son élégante manière de phraser ; il se fit surtout applaudir aux Concerts Danbé et dans les séances de la Société classique. Il rejoignit ensuite l’orchestre de l’Opéra.
Lalliet s’est également fait connaitre par la publication d’un certain nombre de morceaux pour hautbois avec accompagnement d’orchestre ou de piano, parmi lesquels : Fantaisie de concert sur un thème populaire de Frédéric Bérat, op. 4, Paris, Gérard ; Fantaisie sur Lucie de Lumermoor, op. 18, Paris, Grus ; Souvenir de Berlin, fantaisie sur un thème original, Paris, Gérard ; Échos des Bois, fantaisie originale ; Fantaisie sur Martha, Paris, Brandus ; Prélude et Variations sur le Carnaval de Venise, etc. Il a aussi publié un Terzetto pour piano, hautbois et basson, op. 22, Paris, Maho.

## Source
- François-Joseph Fétis, Arthur Pougin, Biographie universelle des musiciens et bibliographie générale de la musique, Paris, Firmin-Didot, 1881, p. 66.